# ドナルドのアイス・ホッケー
『ドナルドのアイス・ホッケー』（原題：The Hockey Champ）は、ウォルト・ディズニー・プロダクション（現：ウォルト・ディズニー・カンパニー）が制作したアニメーション短編映画作品。公開は1939年4月28日。ドナルドダック・シリーズの第12作である。

## あらすじ
湖も凍り、すっかりスケートの季節。スケートが得意なドナルドはフィギュアスケート選手並みの演技を披露する。そこにアイスホッケーに興じるヒューイ、デューイ、ルーイが現れた。パックに振り回されっぱなしの甥っ子たちにドナルドは大笑い。甥っ子たちは怒り、「ホッケーを知っているのか？」と迫るが、ドナルドは余裕の表情で優勝カップを取り出す。ドナルドはホッケーの優勝選手だというのだ。納得できない3人に対しドナルドは3人まとめて相手をしようと言い出す。かくして、甥っ子たちはドナルドと3対1の対決をすることになった。
ドナルドと甥っ子達の対決が始まった。ゲーム開始と同時にドナルドはリンクの上を自在に動き始め、一方の3人はパックを目で追うだけでまったく動けない。あっという間にパックをゴールに叩き込み、調子に乗ったドナルドは今度は目隠しをして相手をすると言い出す。あまりの侮辱に3人はドナルドに仕返しせんと圧勝するための作戦を練り始めるが・・・。

## スタッフ
- 監督：ジャック・キング
- 脚本：カール・バークス、ジャック・ハンナ
- 作画：リー・モアハウス、ポール・アレン、エリック・ラーソン、ジョージ・ローリー、バーナード・ウルフ、ドン・タウスリー、シェイマス・カルヘイン、ラリー・クレモンズ
- 特殊効果：エドウィン・アーダル、ジョン・マクマナス
- レイアウト：ビル・ハーウィッグ
- 製作：ウォルト・ディズニー

## キャスト
| キャラクター   | 原語版               | 旧吹き替え版 | 新吹き替え版 |
| -------------- | -------------------- | ------------ | ------------ |
| ドナルドダック | クラレンス・ナッシュ | 関時男       | 山寺宏一     |
| ヒューイ       | クラレンス・ナッシュ | 土井美加     | 坂本千夏     |
| デューイ       | クラレンス・ナッシュ | 後藤真寿美   | 坂本千夏     |
| ルーイ         | クラレンス・ナッシュ | 下川久美子   | 坂本千夏     |
| ナレーター     | -                    | 江原正士     | -            |

## 日本での公開

### 収録
- 『ドナルドダック・クロニクル Vol.1 限定保存版』（DVD、ブエナ・ビスタ・ホーム・エンターテイメント、新吹き替え版）
- 『ドナルドダック DVD BOX』（DVD、宝島社）
- 『ミッキーのクリスマスキャロル 30th Anniversary Edition』（DVD&Blu-ray、ウォルト・ディズニー・スタジオ・ホーム・エンターテイメント、新吹き替え版）